# Estoloides perforata
Estoloides perforata là một loài bọ cánh cứng trong họ Cerambycidae.